# Lagozuch
Lagozuch (Lagosuchus) – rodzaj niewielkiego archozaura z kladu Ornithodira, jedyny przedstawiciel rodziny Lagosuchidae. Żył w środkowym triasie na terenie dzisiejszej Argentyny. Nazwa Lagosuchus oznacza „króliczy krokodyl”.
Lagozuch osiągał długość około 30 cm i był lekko zbudowany. Budową nóg oraz podziałem kręgosłupa na odcinki przypominał dinozaury i innych przedstawicieli Dinosauriformes. Mimo iż skamieniałości czaszek są rzadkie, można przypuszczać, że lagozuch miał wydłużony pysk z wieloma małymi zębami, a jego szyja była esowato wygięta. Tylne nogi lagozucha były bardzo długie i smukłe, co wskazuje, że gad ten był zdolny do szybkiego biegu. Prawdopodobnie był zwinnym drapieżnikiem polującym na owady i niewielkie kręgowce. Kości stóp i śródstopia są wydłużone, jednak nie ma dowodów na to, że były połączone.
Skamieniałości lagozucha są bardzo rzadkie i słabo poznane, dlatego też niektórzy naukowcy uznają rodzaj Lagosuchus za nomen dubium. Drugi, obok Lagosuchus talampayensis, gatunek należący do tego rodzaju – Lagosuchus lilloensis – został przemianowany na Marasuchus lilloensis.

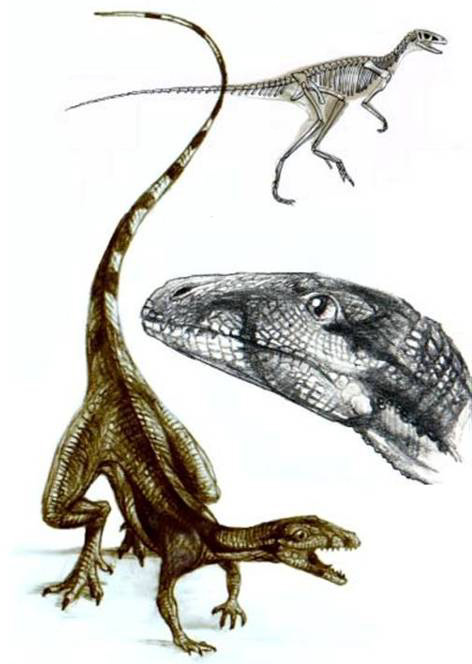
Lagosuchus talampayensis

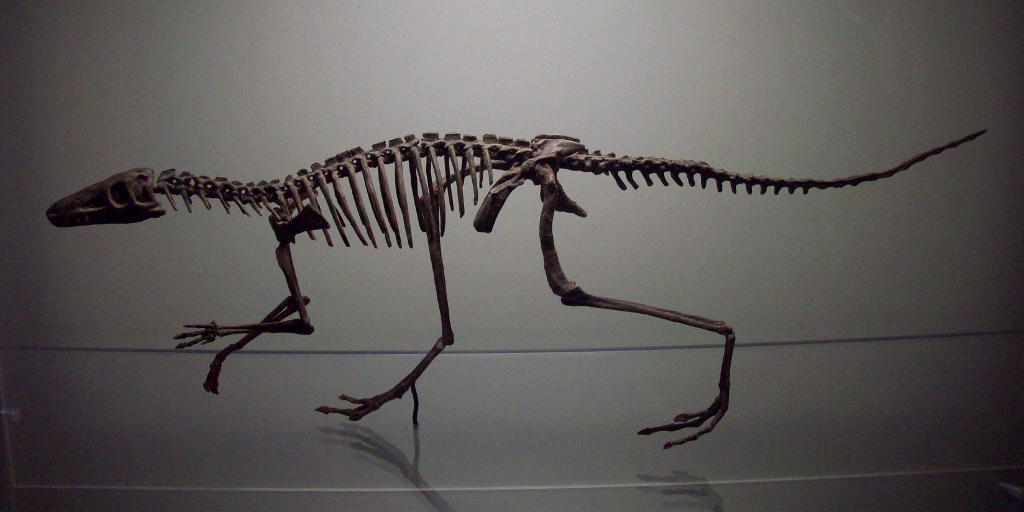
Hipotetyczna rekonstrukcja szkieletu lagozucha

## Filogeneza
Kladogram archozauromorfów z zaznaczeniem pozycji lagozucha
```
Archosauromorpha

|--
Crocodylomorpha

`--+--
Pterosauria

   `--
Dinosauromorpha

      |--
Lagerpeton

      `--
Dinosauriformes

         |--
Lagosuchus

         `--
Dinosauria

            |--
Ornithischia

            `--
Saurischia

               |--
Sauropodomorpha

               `--
Theropoda
```